# قائمة مناطق هولندا
قائمة مناطق هولندا تقدم روابط لكل المناطق والمناطق الفرعية في هولندا.

## مناطق
تنقسم مناطق هولندا في شمال وجنوب وغرب وشرق هولندا. وبدلاً من الممارسة الشائعة في بلدان أخرى، فإن الهولنديون لا يحددون مجالات بلادهم وفقاً للموقع ولكن وفقاً للموقع العام للمقاطعة، بمعنى الطرف الغربي لخيلدرلند يتم تعيينه أنه جنوب وسط البلاد، ولكن لأنها تعتبر محافظة شرقية فإن هذه المنطقة تعتبر كذلك أيضاً.

### المناطق الرسمية
الكثير من المناطق في هولندا تحدد بقواعد معينة حسب المنظمات.

#### الوحدات الإقليمية الإحصائية من المستوى الأول للاتحاد الأوروبي NUTS 1

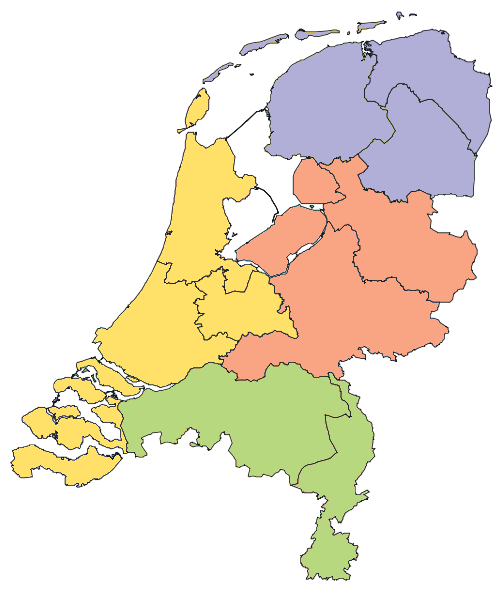
مناطق هولندا كما تظهر في تقسيمات الاتحاد الأوروبي NUTS 1

تقسيمات المناطق للوحدات الإقليمية الإحصائية من المستوى الأول كما هي مستخدمة في الاتحاد الأوروبي:
- منطقة NL1 (شمال هولندا): خرونينجن، فريزلند، درنته
- منطقة NL2 (شرق هولندا): أوفرآيسل، خيلدرلند، فليفولند
- منطقة NL3 (غرب هولندا): أوترخت، شمال هولندا، جنوب هولندا، زيلند
- منطقة NL4 (جنوب هولندا): شمال برابنت، ليمبورخ

#### مناطق غير رسمية تابعة لعدة دول
- دي دوفيلت
- يوريجيو انشيده-جروناو
- منطقة البنلوكس الأوروبية المركزية
- منطقة إمس دولارت
- فريزيا
- كيمبين
- ماسلاند (ليمبورخ)
- منطقة الراين الأوروبية
- راين - ميوز - شمال المنطقة الأوروبية
- منطقة راين وال الأوروبية
- شيلدموند المنطقة الأوروبية

#### مناطق غير رسمية تابعة لعدة مقاطعات
- حزام إنجيلي (هولندا)
- De Biesbosch
- Bollenstreek
- Gelderse Vallei
- Groene Hart
- هولندا (مقاطعة)
- Hondsrug
- Peel
- Rijnland
- Rivierengebied
- Schelde- en Maasdelta
- أوترخت Hill Ridge
- Vechtstreek
- Vijfheerenlanden
- الجزر الفريزية الغربية

#### المناطق الحضرية ما بين المقاطعات
- راندستاد (شمال هولندا، جنوب هولندا، أوترخت وفليفولاند)
- Stadsregio Arnhem Nijmegen (خيلدرلند وليمبورخ)

## مناطق فرعية
حسب المقاطعة:

### فريزلند
- Friese meren
- Zuidwesthoek

### درنته
- ميدن-درنته

### فليفولند
- فليفوبولدر
- نوردأوست بولدر
- Oostelijk فليفولاند
- Zuidelijk فليفولاند

### خيلدرلند
- Achterhoek
- باتافيا
- Bommelerwaard
- فيلوفه

### خرونينجن
- Fivelingo
- Gorecht
- Hunsingo
- Oldambt
- Westerkwartier
- Westerwolde

### ليمبورخ
- Parkstad ليمبورخ

### شمال برابنت
- شمال برابنت
- Brabantse Stedenrij
- Samenwerkingsverband Regio Eindhoven

### شمال هولندا

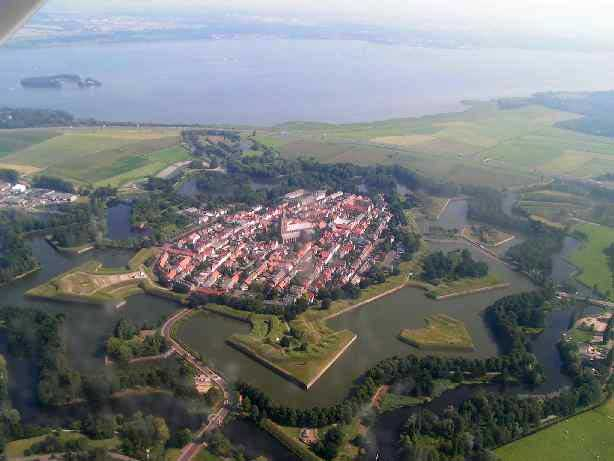
مدينة ناردن (هولندا) في منطقة Gooi

- Amstelland
- بيمستر
- Gooi
- IJmond
- هارلمرمير
- Kennemerland
- Kop van Noord-Holland
- تيسل
- فاترلاند
- West فريزلند
- Wieringermeer
- نهر زان

### أوفرآيسل
- تفنته
- TwenteStad

### جنوب هولندا
- خوريه- أوفرفلاكيه
- Stadsgewest Haaglanden
- Stadsregio Rotterdam

### أوترخت
- Bestuur Regio أوترخت
- Eemland

### زيلند
- نورد- بيفيلاند
- والخرن  [لغات أخرى]‏

حسب الترتيب الهجائي:

### A

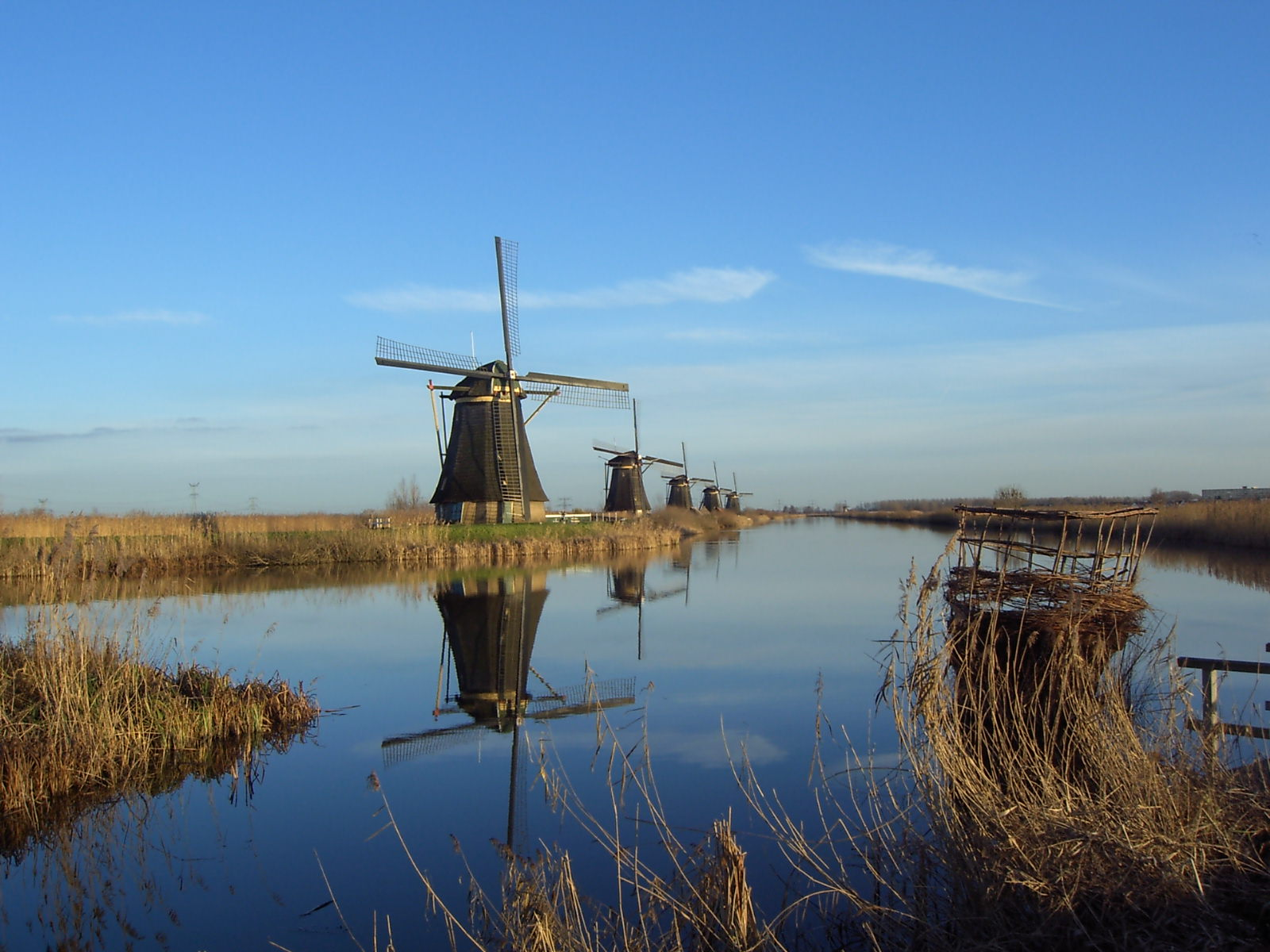
Some of the windmills of Kinderdijk in the northwest of the Alblasserwaard

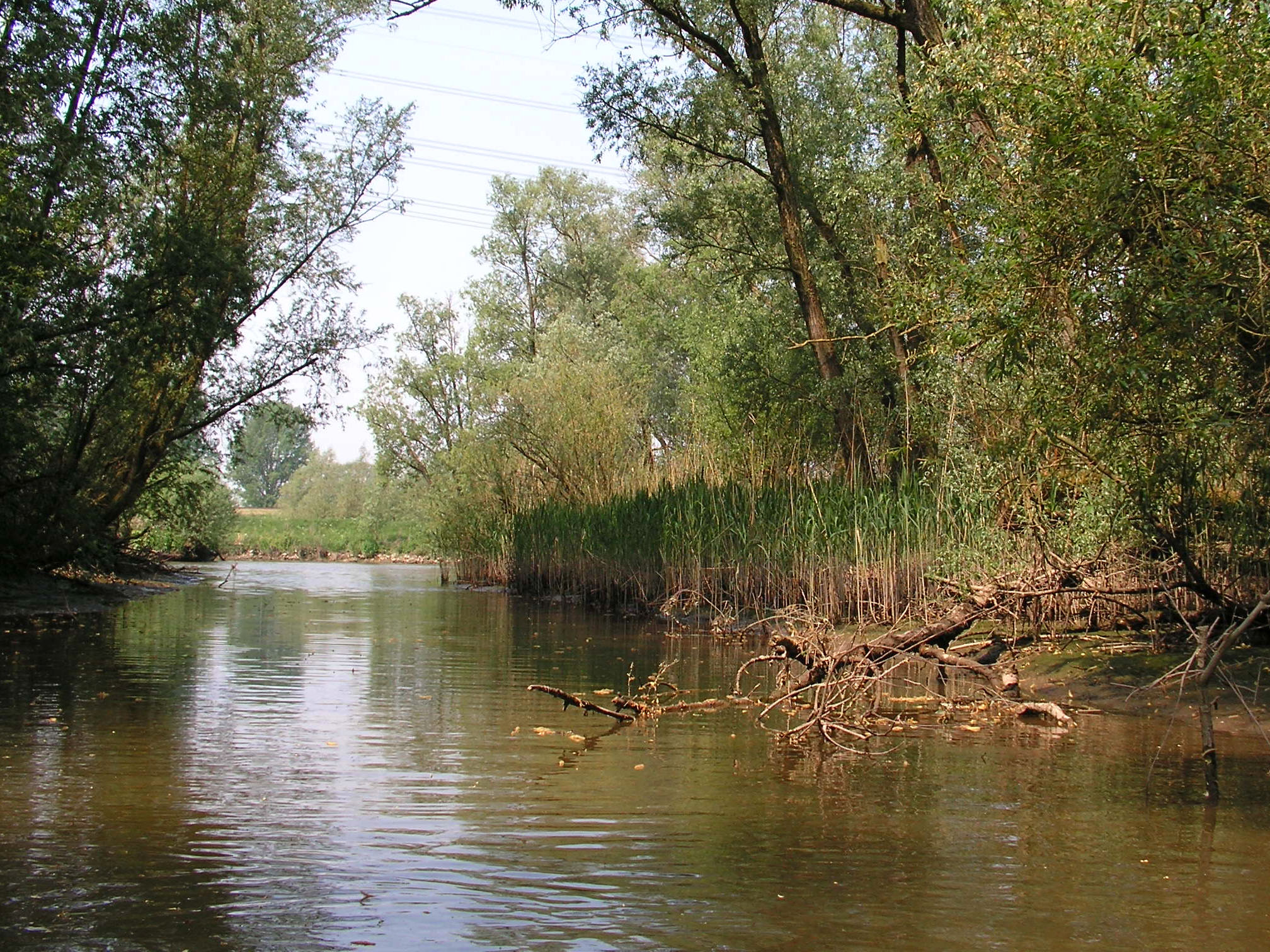
Hollandse Biesbosch near دوردريخت

- Achterhoek (خيلدرلند)
- Alblasserwaard (جنوب هولندا)
- أمالاند (فريزلند)
- Amstelland (شمال هولندا)

### B
- Baronie van Breda (شمال برابنت)
- بيمستر (شمال هولندا)
- Beijerland (جنوب هولندا)
- باتافيا (خيلدرلند)
- هت بيلدت (فريزلند)
- Bommelerwaard (خيلدرلند)
- Brabantse Biesbosch (شمال برابنت)
- Brabantse Stedenrij (شمال برابنت)
- Brabantse Wal (شمال برابنت)

### D
- Delfland (جنوب هولندا)
- Dokkumer Wouden (فريزلند)
- Drechtsteden (جنوب هولندا)
- Duurswold (خرونينجن)

### E
- Eemland (أوترخت)
- Eemvallei (أوترخت)
- دوردريخت (جنوب هولندا)
- Ellertsveld (درنته)

## F
- Fivelingo (خرونينجن)
- فليفوبولدر (فليفولاند)
- Friese Wouden (فريزلند)

### G
- Gaasterland (فريزلند)
- خوريه- أوفرفلاكيه (جنوب هولندا)
- Gooi (شمال هولندا)
- Gorecht (خرونينجن)
- De Graafschap (خيلدرلند)
- Graetheide (ليمبورخ)
- Groninger Veenkoloniën (خرونينجن)

### H

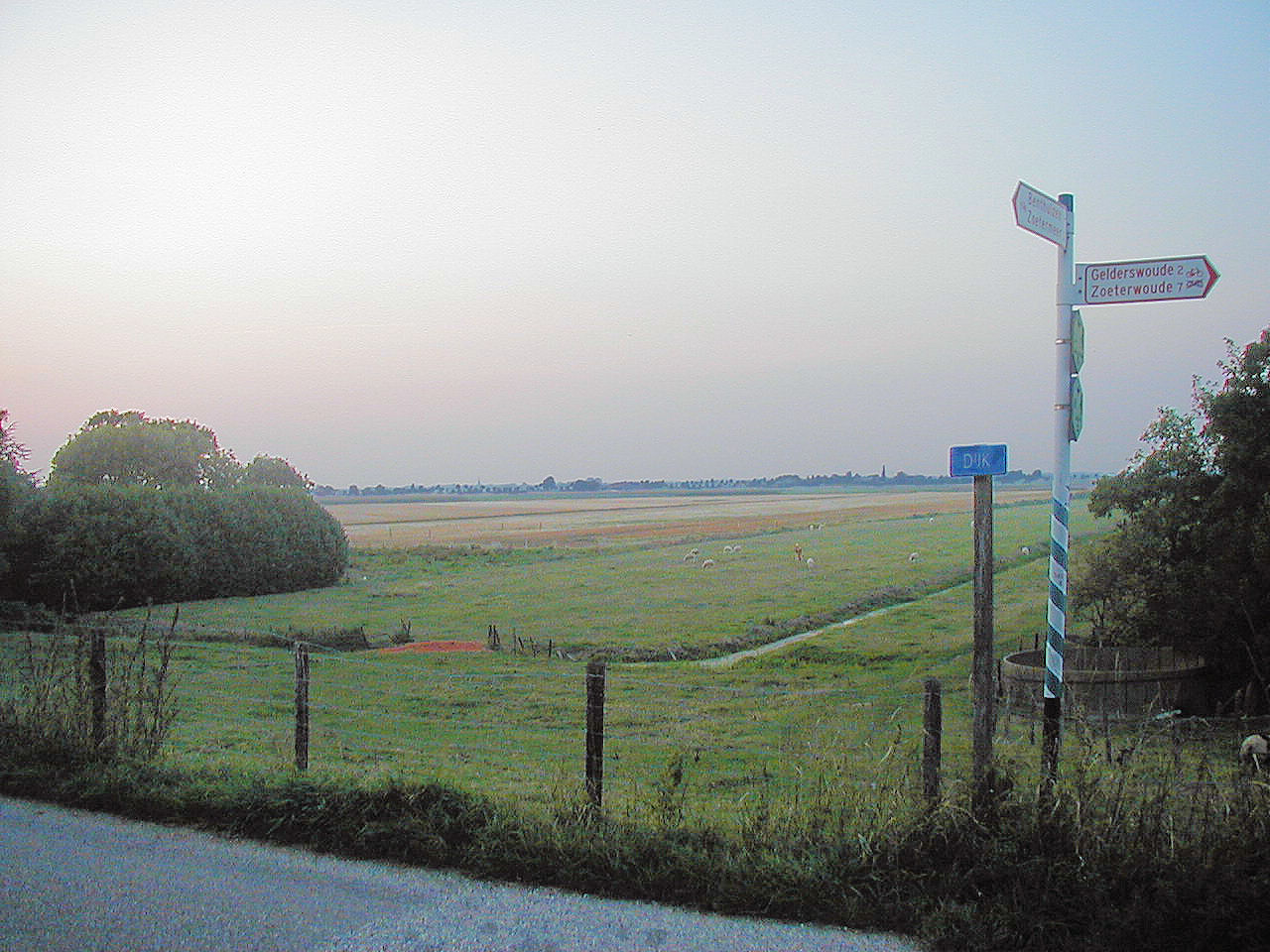
Quintessential landscape of the Holland region: Benthuizen polder، as viewed from a سد مائي

- هارلمرمير (شمال هولندا)
- Halfambt (خرونينجن)
- Heuvelland (ليمبورخ)
- Hoeksche Waard (جنوب هولندا)
- Hollandse Biesbosch (جنوب هولندا)
- Hogeland (خرونينجن)
- Humsterland (خرونينجن)
- Hunsingo (خرونينجن)

### I
- IJsselmonde (جنوب هولندا)
- IJsseldal (IJsselvallei) (خيلدرلند)
- Innersdijken (خرونينجن)

### K
- Kampereiland (أوفرآيسل)
- Kanaalstreek (خرونينجن)
- Kennemerland (شمال هولندا)
- Kleistreek (فريزلند)

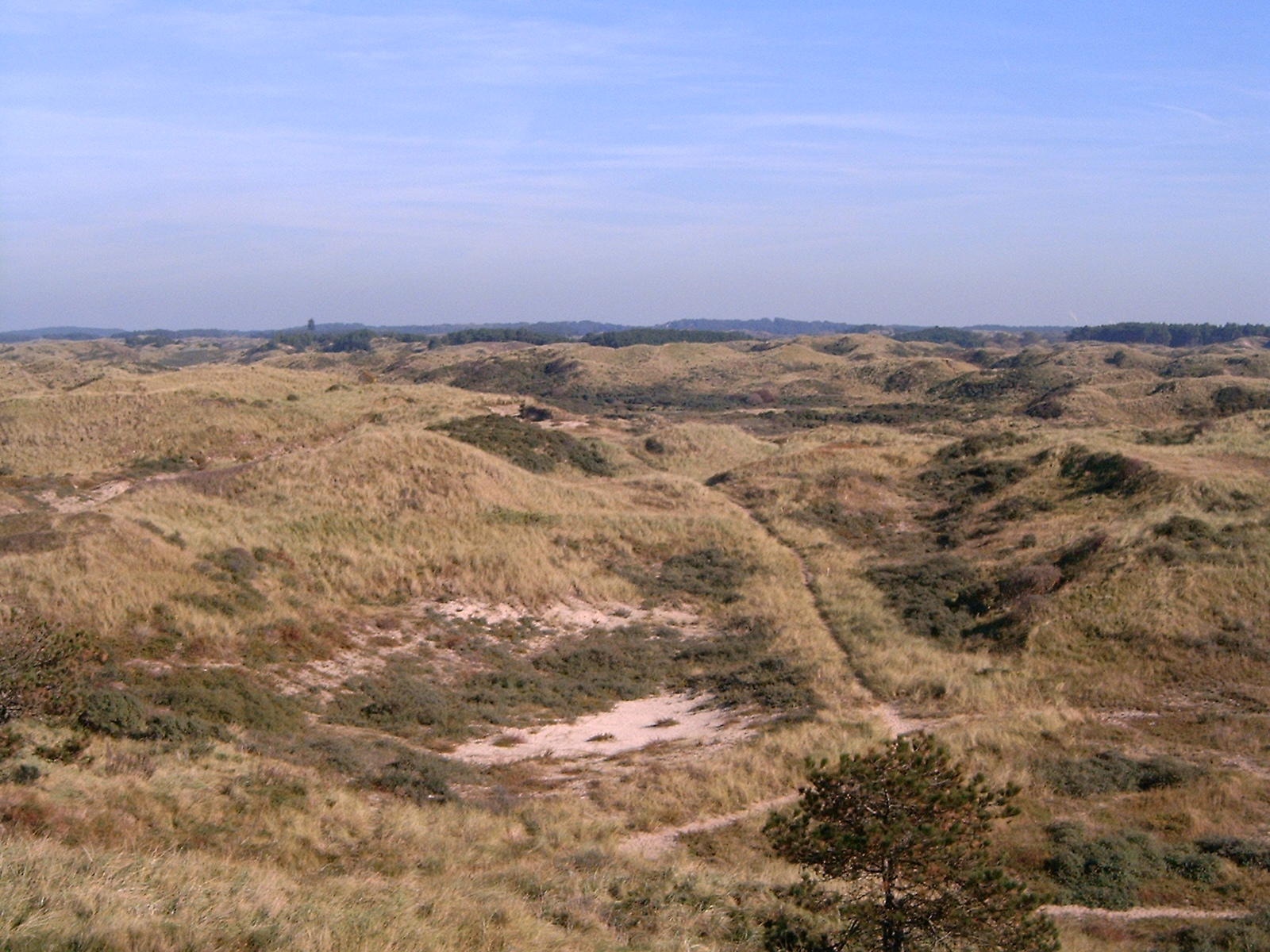
كثيبs of Kennemerland

- Kop van Noord-Holland (شمال هولندا)
- Kop van أوفرآيسل (أوفرآيسل)
- كرمبنيرفارد (جنوب هولندا)

### L
- Land van Altena (شمال برابنت)
- Land van Cuijk (شمال برابنت)
- Land van Heusden (شمال برابنت)
- Land van Heusden en Altena (شمال برابنت)
- Land van Maas en Waal (خيلدرلند)
- Langewold (خرونينجن)
- Langstraat (شمال برابنت)
- Liemers (خيلدرلند)
- Lopikerwaard (أوترخت)

### M

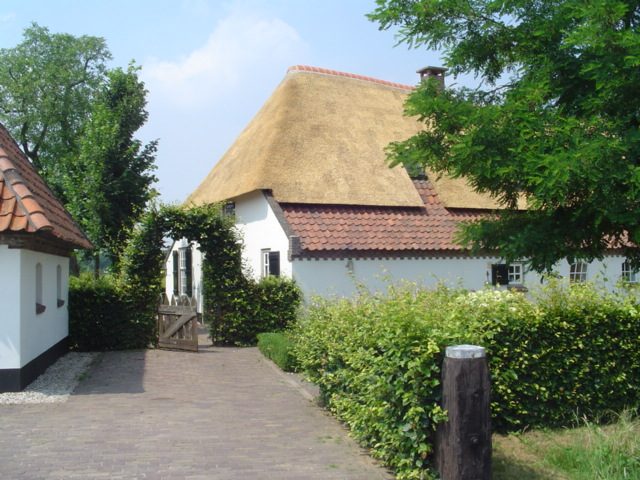
Farmhouse in فيخل، Meierij van 's-Hertogenbosch، شمال برابنت

- Maasland (شمال برابنت) (شمال برابنت)
- Maasplassen (ليمبورخ)
- Marne (خرونينجن)
- Marnewaard (خرونينجن)
- Meierij van 's-Hertogenbosch  [لغات أخرى]‏ (شمال برابنت)
- Menterne (خرونينجن)
- Mergelland (ليمبورخ)
- Middag (خرونينجن)
- Midden-ليمبورخ (ليمبورخ)
- Midden-زيلند (زيلند)
- ميدن-درنته (درنته)
- Montferland (خيلدرلند)

### N
- Neder-Betuwe (خيلدرلند)
- نورد- بيفيلاند (زيلند)
- Noordenveld (درنته)
- نوردأوست بولدر (فليفولاند)

### O

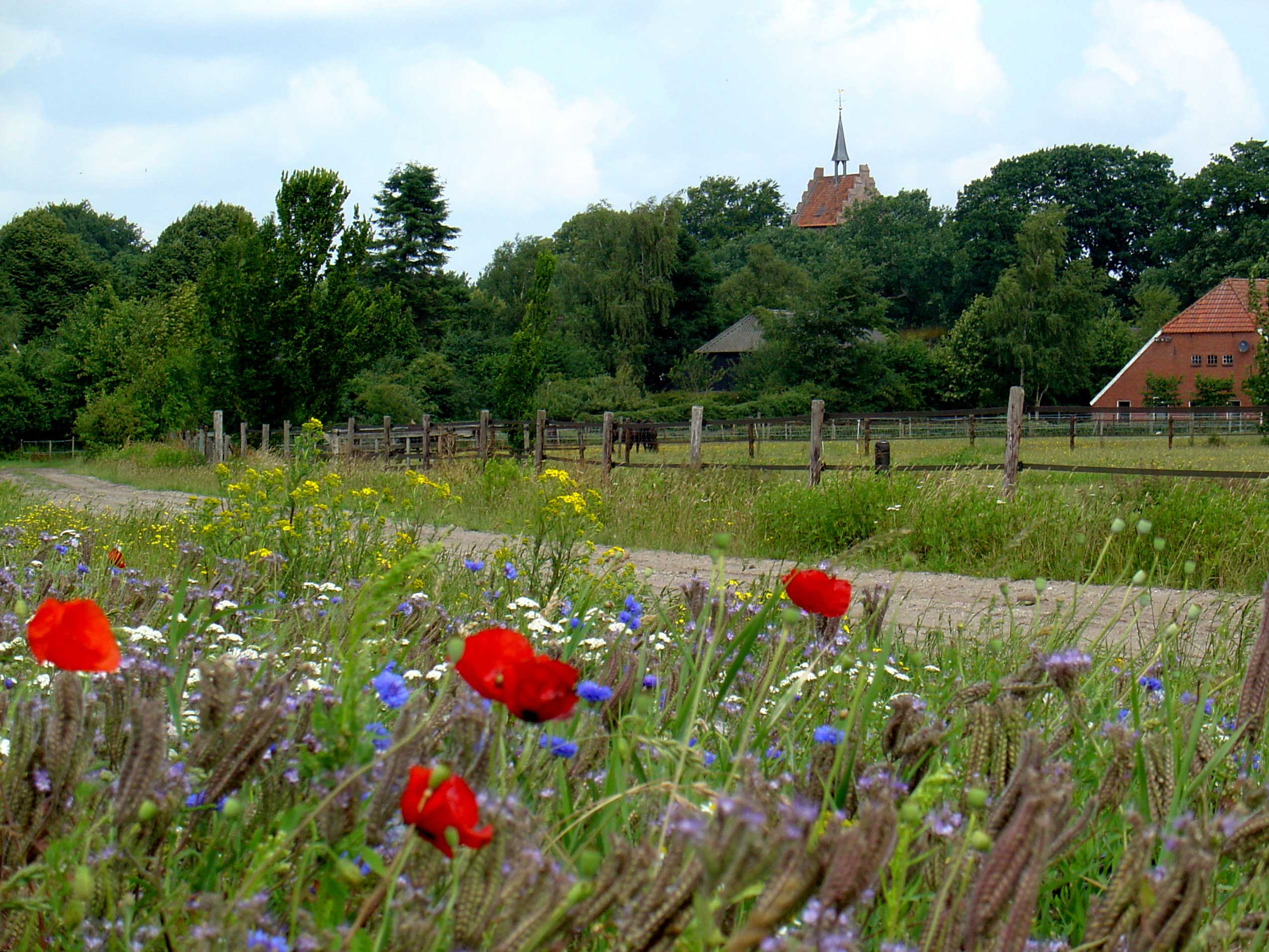
Town of Anloo in the Oostermoer landstreek، درنته

- Oldambt (خرونينجن)
- أومالاندن (خرونينجن)
- Oostelijk فليفولاند (فليفولاند)
- Oostelijke Mijnstreek (ليمبورخ)
- Oosterambt (خرونينجن)
- Oostergo (فريزلند)
- Oostermoer (درنته)
- Over-Betuwe (خيلدرلند)

### P
- Plateau van Margraten (ليمبورخ)
- Prins Alexanderpolder (جنوب هولندا)
- Purmer (شمال هولندا)

### R

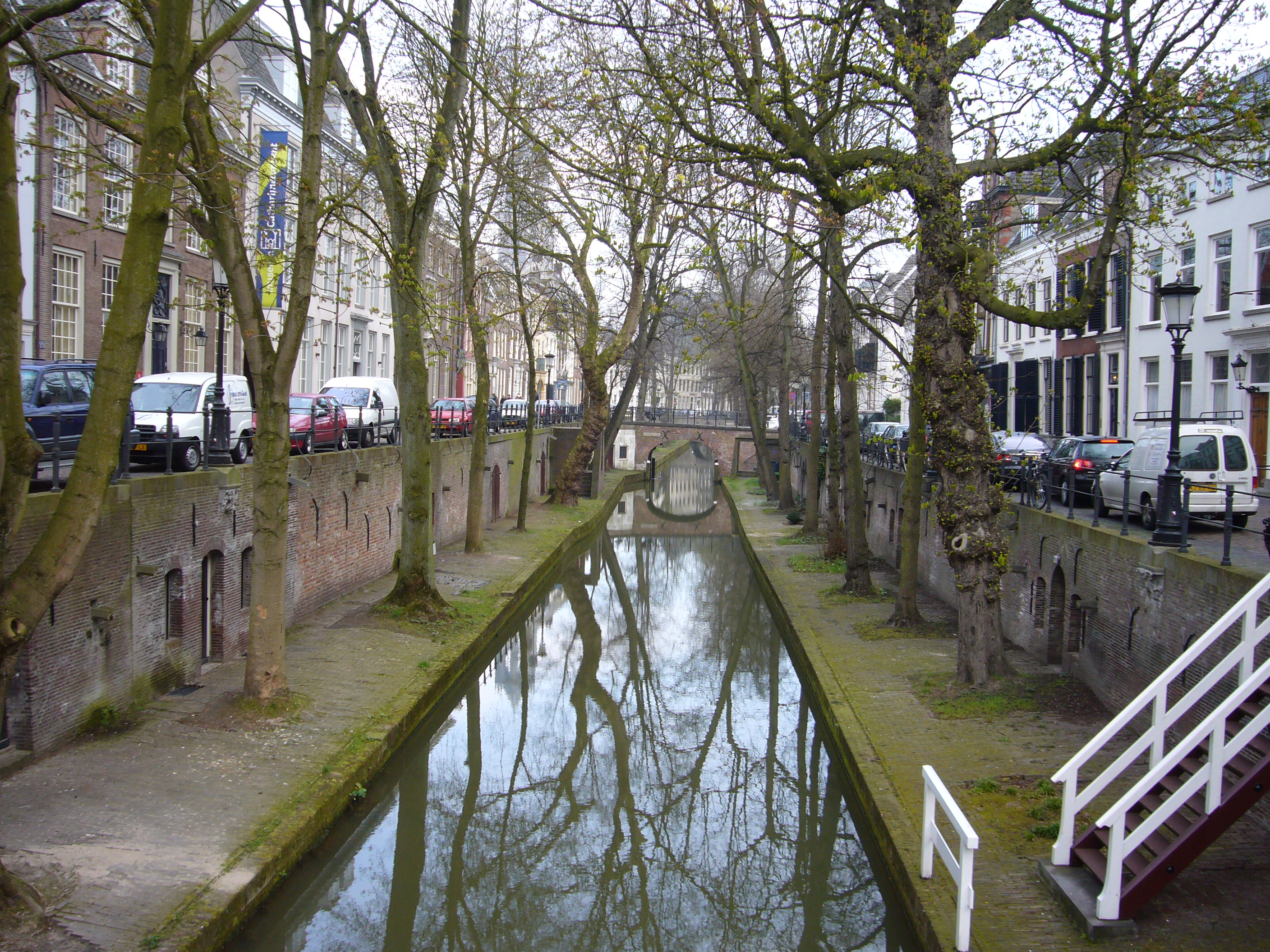
Canal in the City of أوترخت، part of the Randstad conurbation

- Reiderland (خرونينجن)
- Rijk van Nijmegen (خيلدرلند)
- Rijnmond (جنوب هولندا)
- Rivierenland (خيلدرلند)
- Rolderdingspel (درنته)
- روتوميرأوخ (خرونينجن)
- روتوميربلات (خرونينجن)

### S

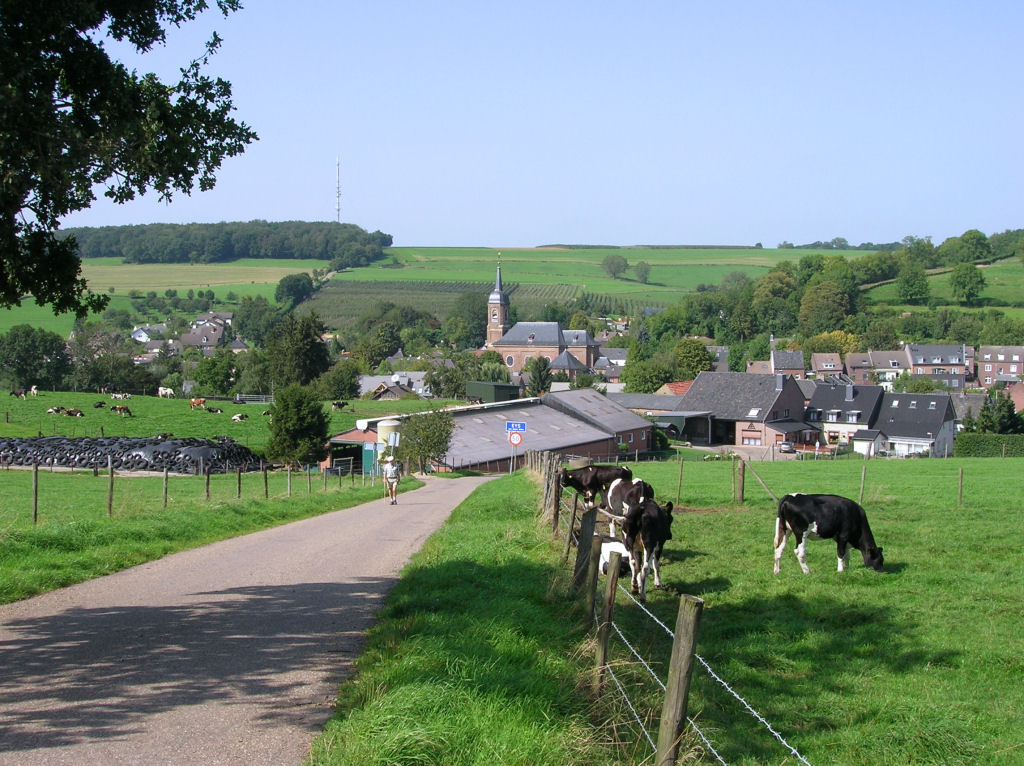
تلy landscape and the town of Eys in South ليمبورخ illustrating the a-typical Dutch landscape of the far-south of the Netherlands

- صالاند (أوفرآيسل)
- سخيرمر (شمال هولندا)
- Schieland (جنوب هولندا)
- سخيرمونيكوخ (فريزلند)
- سخاون- داوفللاند (زيلند)
- Sint Philipsland  [لغات أخرى]‏ (زيلند)
- South Beveland (زيلند)
- South ليمبورخ (ليمبورخ)
- Southern فليفولاند (فليفولاند)
- Stellingwerven (فريزلند)
- Stichtse Lustwarande (أوترخت)
- De Streek (شمال هولندا)

### T

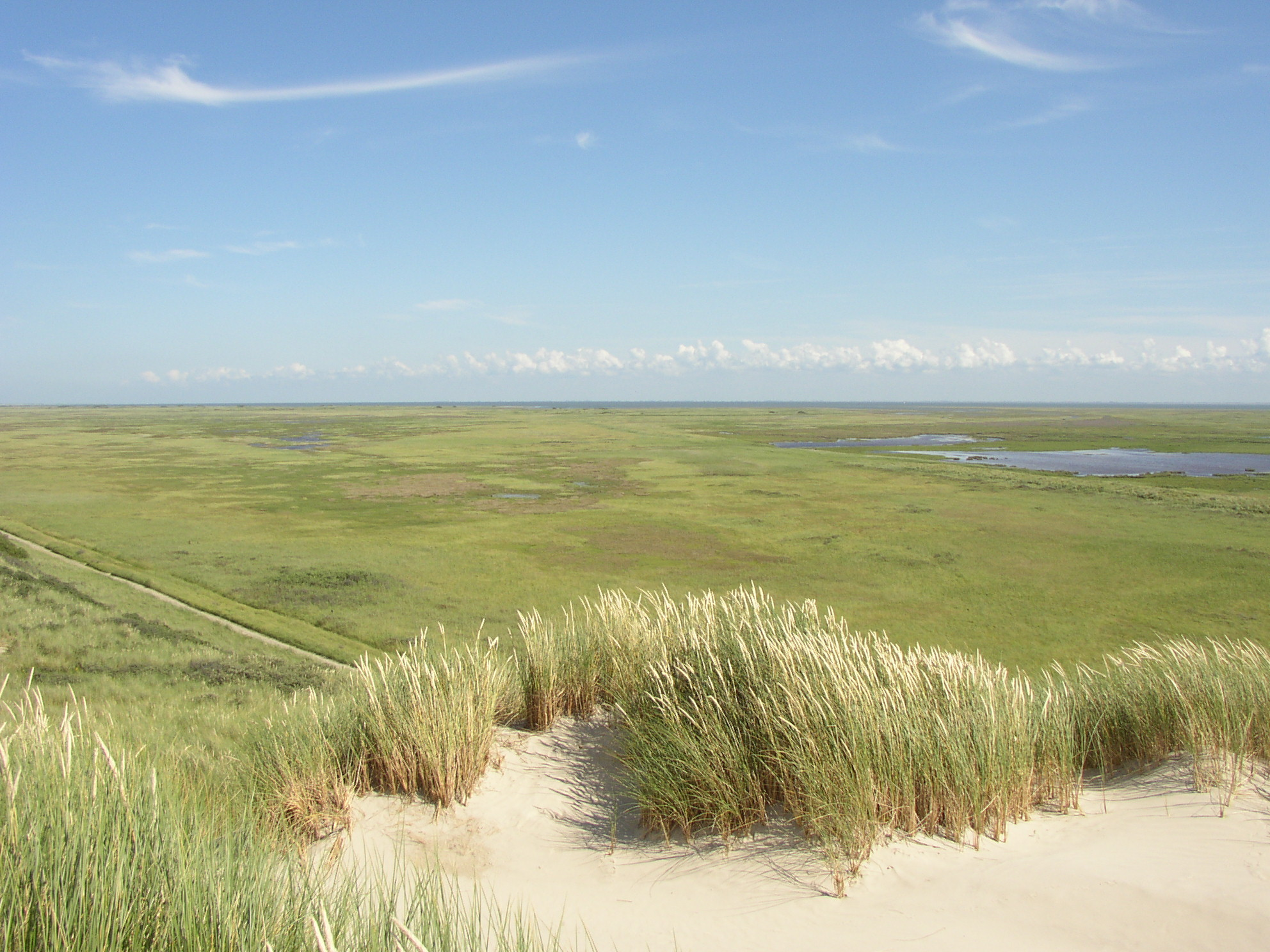
The Boschplaat nature area on the island of تيرشخيلينج، فريزيا (جزر)، فريزلند

- تيرشخيلينج (فريزلند)
- تيسل (شمال هولندا)
- Tielerwaard (خيلدرلند)
- Tiengemeten (جنوب هولندا)
- Tholen (زيلند)
- تفنته (أوفرآيسل)

### U
- Upgo (خرونينجن)

### V

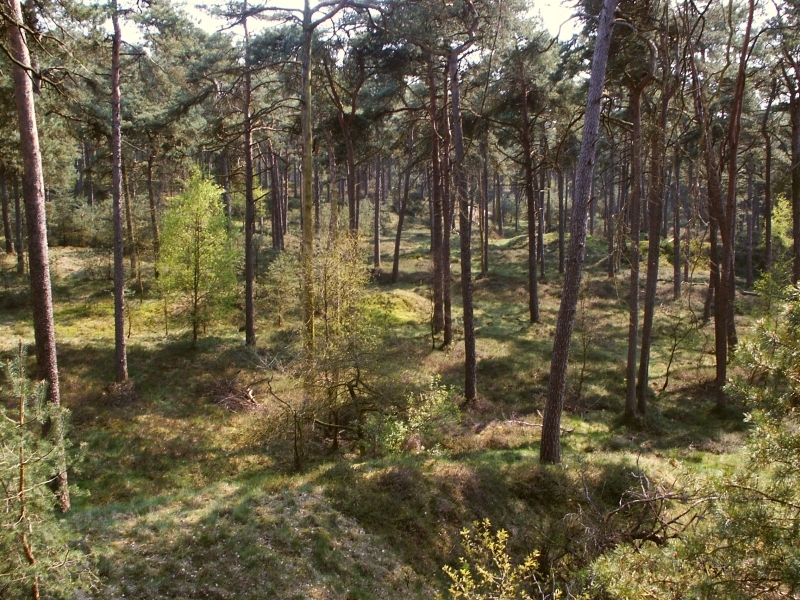
A forest in the geographically diverse Veluwe landstreek، خيلدرلند

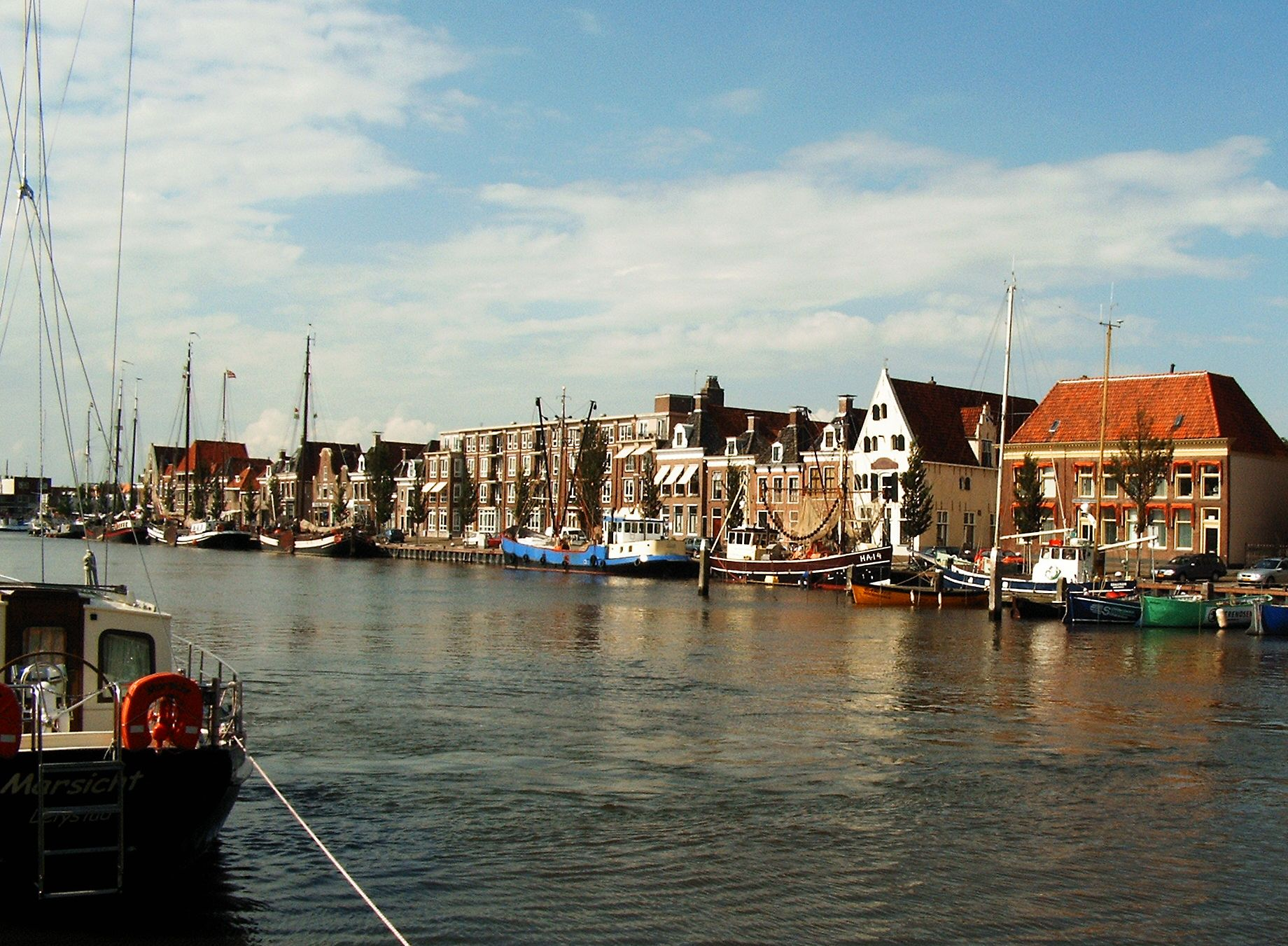
Town of Harlingen in the Westergo landstreek of فريزلند

- فيلوفه (خيلدرلند)
- فليلاند (فريزلند)
- Voorne-Putten (جنوب هولندا)
- Vredewold (خرونينجن)

### W
- والخرن  [لغات أخرى]‏ (زيلند)
- Waterland (شمال هولندا)
- West-فريزلند (شمال هولندا)
- Westelijke Mijnstreek (ليمبورخ)
- Westergo (فريزلند)
- Westerkwartier (خرونينجن)
- Westerlauwers فريزلند (فريزلند)
- Westerwolde (خرونينجن)
- Westland (جنوب هولندا)
- فيرينجن (شمال هولندا)
- Wieringermeer (شمال هولندا)
- Wijdewormer (De Wormer) (شمال هولندا)

### Z

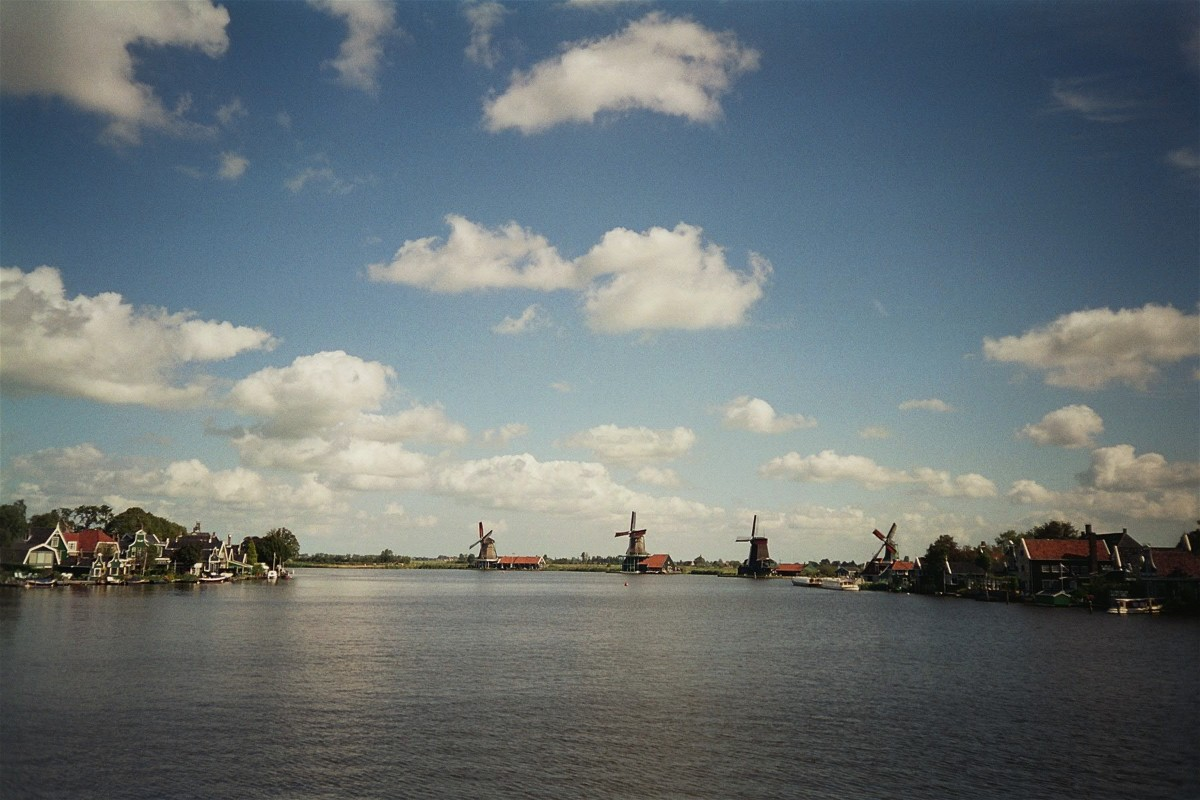
Windmills and the river نهر زان، Zaanstreek، شمال هولندا

- نهر زان (شمال هولندا)
- فلاندرز الزيلندية (زيلند)
- Zevenwouden (فريزلند)
- Zoom (شمال برابنت)
- Zuidenveld (درنته)
- زاود داونتشيز (خرونينجن)
- Zuidplaspolder (جنوب هولندا)
- Zuidwesthoek (فريزلند)
- Zwijndrechtse Waard (جنوب هولندا)